# Мартынова, Марина Юрьевна
Мари́на Ю́рьевна Марты́нова (род. 8 ноября 1952) — советский и российский этнолог, социальный антрополог. Доктор исторических наук (1996), профессор, заслуженный деятель науки РФ (2010). С 2015 по 2018 год занимала должность директора Института этнологии и антропологии РАН.

## Биография
В 1976 году окончила исторический факультет МГУ им. М. В. Ломоносова, кафедра этнографии; в 1981 году — аспирантуру Института этнографии АН СССР (ныне Институт этнологии и антропологии РАН). Ученица академика Ю. В. Бромлея, профессоров Л. Б. Заседателевой и М. С. Кашубы.
С 1981 года работает в ИЭА РАН — сначала младшим научным сотрудником, затем — научным сотрудником, учёным секретарём института, заведующей Отделом Европы. В 1983 году защитила кандидатскую диссертацию «Субэтнические группы хорватов в XIX веке». Тема докторской диссертации — «Этнические аспекты современного Балканского кризиса». С 2000 года — заместитель директора по науке. В 2015 году общим голосованием сотрудников была избрана директором ИЭА РАН.
Руководитель Центра европейских исследований, член правления Ассоциации этнографов и антропологов России, действительный член Международной академии социальных и педагогических наук, член Международного союза антропологических и этнологических наук, председатель совета по защите докторских и кандидатских диссертаций ИЭА РАН,член советов по защите докторских и кандидатских диссертаций Дипломатической академии МИД РФ и Исторического факультета МГУ им. М. В. Ломоносова. Входила в состав Экспертного совета ВАК РФ по истории (1999—2004), являлась председателем ГЭК РГСУ.
Соредактор журнала «Вестник антропологии», член редколлегий периодических изданий «Этнографическое обозрение», «Исследования по прикладной и неотложной этнологии», «Гласник Этнографского института САНУ» (г. Белград), альманаха «Этнодиалоги» и др.
Область научных интересов: этнология и история Балкан, межэтнические отношения, поликультурное образование, молодёжная политика, этнические конфликты, соционормативная культура, межкультурная коммуникация, локальные группы.

## Избранная библиография
- Хорваты. Этническая история. М.: Наука, 1988.
- Новая этнополитическая карта Балкан. М.: ИЭА РАН, 1995 [в соавт. с М. С. Кашубой].
- Балканский кризис: народы и политика. М.: ИЭА РАН, 1998.
- Новые славянские диаспоры. М.: ИЭА РАН, 1996 [отв. ред. и автор].
- Этнические проблемы и политика государств Европы. М.: ИЭА РАН, 1998. [отв. ред. и автор].
- Страны и народы. Универсальная энциклопедия для юношества. Часть 1. Европа. М.: Педагогика-пресс, 2000.
- Европа на рубеже третьего тысячелетия: народы и государства. М.: ИЭА РАН, 2000. [отв. ред.].
- Европа. Библиотека энциклопедий для юношества. М.: Педагогика-пресс. 2001.
- Толерантность и культурная традиция. М.: Изд-во РУДН, 2002.
- В мире жить — с миром жить. Дружба и взаимопонимание в фольклоре народов России. Хрестоматия для учителей, детей и их родителей. М.: Изд-во РУДН, 2002. [в соавт. с Н. А. Лопуленко].
- Межкультурный диалог. Лекции по проблемам межэтнического и межконфессионального взаимодействия. М.: Изд-во РУДН, 2003. [ред. и автор].
- Межкультурный диалог. Тренинг этнокультурной компетентности. М., Изд-во РУДН, 2003. [в соавт.].
- Такие разные, а так похожи. Практикум межнационального общения. М.: Библиотека Этносферы. 2003.
- Мир традиций и межкультурное общение. В помощь школьному учителю. М.: РУДН, 2004.
- Проблемы межнационального согласия и современный образовательный процесс в многонациональном регионе. Оренбург, 2004. [ред.].
- Белорусско-русское пограничье. Этнологическое исследование. М.: Изд-во РУДН, 2005 [отв. ред. и автор].
- Меняющаяся Европа. Проблемы этнокультурного взаимодействия. М.: ИЭА РАН, 2006. [отв. ред. и автор].
- Государственная политика и межнациональные отношения в СФРЮ / Исследования по прикладной и неотложной этнологии. М., ИЭА РАН, 1991. Серия Б. № 1. [в соавт. с М. С. Кашубой].
- Этнокультурная ситуация в Беларуси: история, языки, политика / Исследования по прикладной и неотложной этнологии. М.: ИЭА РАН, 1994. № 60. [в соавт.].
- Война на Балканах: истоки и реалии (1991—1994) / Исследования по прикладной и неотложной этнологии. М.: ИЭА РАН, 1995. № 84.
- Национальные меньшинства в странах Восточной Европы в 90-е годы. Поиск мирных решений / Исследования по прикладной и неотложной этнологии. М.: ИЭА РАН, 1995. № 91.
- Калининградская область: современные этнокультурные процессы / Исследования по прикладной и неотложной этнологии. М., ИЭА РАН, 1998. № 119. [в соавт.].
- Такие разные, а так похожи // Этноэкспресс. 2005, № 26 (49).
- Этноконсалтинг — детям, их родителям и учителям. М.: Стратегия, 2006.
- Сербия-Черногория-Косово: одно государство или три? / Исследования по прикладной и неотложной этнологии. М.: ИЭА РАН, № 185.
- Молодежь Москвы. Адаптация к многокультурности. М.: Изд-во РУДН, 2007. [отв. ред. и автор]
- Наша повседневная жизнь. Антропологические исследования ученых России и Сербии. М.: Изд-во РУДН, 2008. [отв. ред. и автор]
- Традиции и инновации в соционормативной культуре. М.: ИЭА РАН, 2008.
- Косовский узел: Этнический фактор / Исследования по прикладной и неотложной этнологии. М.: ИЭА РАН, 2008. № 2004.
- Молодые москвичи. Кросскультурное исследование. М.: изд-во РУДН, 2008. [отв. ред. совм. с Н. М. Лебедевой].
- Этнические процессы и межнациональные отношения. Формирование гражданской солидарности, культуры мира и согласия в московском мегаполисе. М.: Изд. дом «Этносфера», 2008. [отв. ред.].
- Молодежные субкультуры Москвы. М.: ИЭА РАН, 2008. [отв. ред. и автор].
- Особенности поведения и повседневного уклада жизни русских. Информационно-просветительское пособие. М.: Изд. дом «Этносфера», ОАО «Московские учебники», 2009.
- Школьное образование в адаптации мигрантов (зарубежные и российские модели) // Вестник Российской нации. 2014. № 2. С. 173—195.
- Прикладная роль фундаментальной науки: исследования Института этнологии и антропологии РАН последнего десятилетия // Вестник антропологии, 2014. № 1 (27). С. 147—169.
- Путешествуем по этикету: Занимательная этнография. М.: Наука, 2017.
- Современная европейская социокультурная антропология и этнология. Историографические очерки. М: ИЭА РАН, 2018. (отв.ред. и автор).
- Prospects for Anthropological Research in South-East Europe. Moscow: IEA RAN-Belgrade EI SANU, 2019 (Ed. Marina Martynova & Ivana Basić).
- Измерение культурного многообразия. Языковая ситуация, переписи, полевая этностатистика. М.: ИЭА РАН, 2019. (отв.ред. и автор совместно с В.В. Степановым).
- Вкус Европы. Антропологическое исследование культуры питания. М.: Кучково поле Музеон, 2020. (совместно с О.Д. Фаис-Леутской).
- Язык и идентичность. Антропологическое исследование ситуации в России. М.: ИЭА РАН, 2021. (отв. ред. и автор).
- Язык как ресурс идентичности в Европе. Антропологическое исследование. М.: ИЭА РАН, 2022.  (отв. ред. и автор).
- На границе со странами Евросоюза: Жизненные стратегии молодежи Калининградской и Гродненской областей. М.: ИЭА РАН, 2022. (в соавт.).
- Советская этнография в истории государственного строительства и национальной политики: кол. монография / М. Ю. Мартынова, В. А. Тишков [и др.]; отв. ред. М. Ю. Мартынова. – Москва: ИЭА РАН, 2022.
- Тишков В. А., Мартынова М. Ю., Белова Н. А., Зыкина О. А., Кляус М. П. Социокультурные ценности российской молодежи / отв. ред. М. Ю. Мартынова—Москва: ИЭА РАН, 2023.